# Élections générales espagnoles de septembre 1843
Les élections générales espagnoles de septembre 1843 sont les élections à Cortès célébrées en Espagne le 15 septembre 1843, durant la régence d'Espartero, au suffrage censitaire masculin.
La législature commence le 15 octobre 1843, le Parlement est suspendu le 26 décembre suivant et la législature prend fin le 4 juillet 1844. Le président du Congrès des députés est Salustiano de Olózaga jusqu'au 26 novembre 1843, puis Pedro José Pidal.